# Bunium caroides
Bunium caroides là một loài thực vật có hoa trong họ Hoa tán. Loài này được (Boiss.) Hausskn. ex Bornm. mô tả khoa học đầu tiên năm 1906.